# История будущего (Роберт Хайнлайн)
История будущего Роберта Хайнлайна — цикл художественных произведений в жанре научной фантастики, описывающий предполагаемое будущее человечества с середины 20 до начала 23 века. Для него Хайнлайн нарисовал специальную таблицу с хронологией всех произведений и отметками о важных событиях этой истории. Схема была опубликована после того, как автор показал эту таблицу в 1940 году Джону Кэмпбеллу. Кемпбелл же придумал термин «история будущего» в феврале 1941 года для журнала Astounding Science Fiction.
Хайнлайн написал большую часть Истории Будущего в начале своей писательской карьеры в периоды 1939—1941 и 1945—1950 годов. Большинство рассказов, написанные до 1967 года, собраны в сборнике «The Past Through Tomorrow». В его составе отсутствуют Вселенная и Здравый смысл, которые были опубликованы отдельно в качестве романа Пасынки Вселенной.
«История Будущего» была номинирована в 1966 году на премию Хьюго как лучший цикл произведений всех времён, наряду с «Марсианским циклом» Эдгара Берроуза, «Lensman» Э. Э. Смита, «Основанием» Айзека Азимова и «Властелином Колец» Дж. Р. Р. Толкина, но уступила «Основанию».

## Состав
По большей части, сборник «The Past Through Tomorrow» (рус. «Прошлое через завтра») объединяет основные группы рассказов, которые явно подпадают под категорию «истории будущего». Тем не менее, Хайнлайн согласен с тем, что некоторые рассказы, не включённые в антологию, подходят под эту категорию, в то время, как некоторые из включённых — нет.
Джеймс Гиффорд добавил роман «Достаточно времени для любви», который был опубликован после «The Past Trought Tomorrow», а также «Да будет свет», который не был включён в «The Past Trought Tomorrow», возможно, потому, что не понравился редактору или самому Хайнлайну. Он также считал, что «Число зверя», «Кот, проходящий сквозь стены» и «Уплыть за горизонт» не входят в «Историю будущего».
Билл Паттерсон добавил «Уплыть за закат» на основании того, что расхождения между ним и остальной частью «Истории Будущего» объясняются хайнлайновской концепцией «Мир как миф». Вместе с тем, он перечисляет ряд рассказов, которые, как он считает, никогда не были призваны стать частью «Истории Будущего», хотя были включены в «The Past Through Tomorrow»: «Линия жизни» (которая была написана прежде, чем Хайнлайн опубликовал схему «Истории Будущего»), «Угроза с Земли», «А мы ещё выгуливаем собак» и рассказы, первоначально опубликованные в «Saturday Evening Post» («Космический извозчик», «Как здорово вернуться!», «Зелёные холмы Земли», и «Тёмные ямы Луны»). Он согласен с Гиффордом, что «Да будет свет» должен быть включён. Рассказ «И построил он себе скрюченный домишко» присутствовал лишь в довоенной версии схемы.

## Хронология
Ниже приводится хронология «Истории Будущего». Указаны годы, когда происходят события в произведениях (если это известно). Отмечены рассказы, которые были запланированы, но никогда не были написаны, см. пояснения ниже.

Русскоязычная версия оригинальной схемы «Истории Будущего»

- Линия жизни (1939 в оригинальной версии; в 1951 год в книжном издании)
- Да будет свет (вскоре после «Линии жизни»)

Word Edgewise (не написан)
- Дороги должны катиться
- Взрыв всегда возможен
- Экскурс
- Человек, который продал Луну (1978)
- Далила и космический монтажник
- Космический извозчик
- Реквием
- Долгая вахта (1999)
- Присаживайтесь, джентльмены!
- Тёмные ямы Луны
- Как здорово вернуться!
- …А ещё мы выгуливаем собак
- Прожектор
- Испытание космосом
- Зелёные холмы Земли

Fire Down Below (не написан)
- Логика империи
- Угроза с Земли

The Sound of His Wings (не написан)
Eclipse (не написан)
The Stone Pillow (не написан)
- Если это будет продолжаться…
- Ковентри
- Неудачник
- Повесть о ненаписанных повестях
- Пасынки Вселенной (только пролог) (2119)
- Дети Мафусаила (2136—2210)
- Вселенная (~ 3500)
- Здравый смысл (~ 3500)
- Достаточно времени для любви (4272 и более ранние периоды времени)
- Уплыть за закат

## Ненаписанные рассказы
Схема, опубликованная в сборнике «Revolution, 2100» включает в себя несколько ненаписанных рассказов, о которых Хайнлайн упоминает в комментариях. «Fire Down Below» — о революции в Антарктиде, произошедшей в начале 21 века. Ещё три ненаписанных рассказа повествуют о событиях незадолго до начала «Логики империи» и «Если это будет продолжаться…». «Шум его крыльев» охватывает ранний период жизни Неемии Скудера, его восхождение к вершинам власти от телевизионного проповедника-евангелиста до Первого Пророка. «Затмение» описывает движения за независимость на Марсе и Венере. «Каменная подушка» изображает подъём движения сопротивления с первых дней теократии до начала «Если это будет продолжаться».
Эти рассказы были ключевыми для «Истории Будущего». Хайнлайн даёт живое описание Неемии Скудера, позволяющее легко представить его правление — комбинацию Жана Кальвина, Джироламо Савонаролы, Джозефа Франклина Резерфорда и Хью Лонга. Его приход к власти начался, когда одна из его прихожанок, вдова богача, который неодобрительно относился к Скудеру, умерла и оставила ему достаточно денег, чтобы основать телестанцию. Затем он объединился с бывшим сенатором и воспользовался услугами крупного рекламного агентства. Вскоре он стал известен даже за пределами Земли — многие заключённые на Венере считали его мессией. Обзавёлся он также и мускулами, воссоздав Ку-Клукс-Клан во всём, кроме названия. «Кровь на избирательных участках, кровь на улицах — так Скудер победил на выборах, больше выборов не было».